# Aliénor d'Angleterre (1161-1214)
Pour les articles homonymes, voir Aliénor d'Angleterre.
Aliénor d'Angleterre, née en septembre 1161,, au château de Domfront et morte le 31 octobre 1214 au Monastère royal de las Huelgas de Burgos, est une princesse royale issue de la dynastie Plantagenêt et devenue par mariage reine de Castille.

## Enfance
Fille d'Henri II Plantagenêt et d'Aliénor d'Aquitaine, Aliénor d'Angleterre est issue d'une fratrie de neuf enfants : elle est la sixième et la deuxième fille et a notamment pour frères les rois Richard Cœur de Lion et Jean sans Terre. Elle naît en septembre 1161,, au château de Domfront en Normandie, où elle est baptisée par le Cistercien Henri de Marcy, abbé de Hautecombe, du prénom de sa mère, Aliénor (Aliénor signifierait « l'autre Aénor », Aénor de Châtellerault étant la mère d'Aliénor d'Aquitaine). Dans cette Normandie, à Poitiers ou dans les autres territoires de ses parents Aliénor et Henri, son enfance sera marquée par la poésie, l’apprentissage de la langue d'oc, le goût du style gothique[réf. nécessaire]. De 1168 à 1170 elle rejoint sa mère à la cour de Poitiers. Il semble qu'elle passe aussi quelque temps à Fontevraud, en compagnie de sa sœur Jeanne et de son jeune frère Jean.

## Projets matrimoniaux

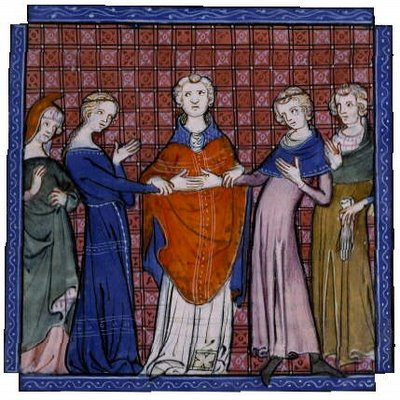
Mariage d'Alphonse VIII et d'Aliénor Plantagenet.

En 1165, dans le cadre d'un traité d'alliance entre son père et Frédéric Barberousse, Saint Empereur Romain, Aliénor, âgée de trois ans, est fiancée avec le fils de l'empereur, Frédéric de Hohenstaufen, âgé d'à peine un an. Mais l'accord ne dure que jusqu'en 1169, soit parce que Barberousse a décidé de réorienter sa politique en direction du royaume de France, soit parce que le petit Frédéric meurt juste à cette époque.
D'après le chroniqueur Matthieu Paris, de nouvelles négociations en vue de trouver un autre fiancé à Aliénor ont lieu dès 1168 : ses parents, pour éviter une alliance entre l'Aragon et le comté de Toulouse, décident de la marier à l'héritier du trône de Castille, le jeune Alphonse VIII, alors âgé de quinze ans tandis qu'Aliénor en a huit. Le jeune roi cherche quant à lui un soutien dans sa lutte contre Sanche IV de Navarre. Ce mariage conduira le roi Henri II à devoir arbitrer ce conflit de frontière en 1177. La très jeune Aliénor, à l'issue d'un vaste conseil destiné à fixer les termes du mariage, est remise aux prélats castillans avec qui elle traverse les Pyrénées pour rejoindre son futur mari.

## Mariage avecAlphonseVIIIde Castille
Le mariage entre Alphonse, qui a été couronné l'année précédente à Burgos, et Aliénor est célébré en 1170 à Tarazona. Alphonse offre en douaire à son épouse la juridiction sur une trentaine de villes et villages, seize châteaux et les rentes de neuf ports. Cette union permet également de renforcer la frontière des Pyrénées. Aliénor reçoit en dot la Gascogne, qui n'entrerait en sa possession qu'à la mort d'Aliénor d'Aquitaine. Alphonse ne pourra toutefois jamais l'annexer à la couronne de Castille. Cette donation de la Gascogne est de nos jours controversée. Cela n'empêchera pas de nombreux barons gascons de venir en aide à leur souverain dans sa lutte contre les Almohades. Alphonse offre systématiquement à sa femme la moitié des terres qu'il leur reprend.
En 1180, les monarques décident de fonder un monastère de l'ordre cistercien, Santa María la Real de Las Huelgas, dans la ville de Burgos. L'endroit était censé initialement dépendre du monastère de Santa María de la Caridad de Tulebras, en Navarre, mais il devint dès 1187, sur décision royale, la maison mère de toutes les abbayes féminines cisterciennes du pays. Alphonse VIII et Aliénor choisiront d'en faire le panthéon royal pour eux-mêmes et leurs descendants.
En 1183, la reine fit également construire en la cathédrale de Tolède une chapelle dédiée à saint Thomas Becket (Thomas de Canterbury), qui fut la première vouée au saint en dehors des îles britanniques. Elle fut détruite par la suie et intégrée à la chapelle de Santiago, construite par le connétable Alvaro de Luna pour y installer sa propre tombe. Toujours en 1183, sur le site de la mosquée de Cuenca, une ville castillane reconquise en 1177, elle ordonna la construction de la cathédrale de Sainte-Marie-et-Saint-Julien dans un style gothique anglo-normand.
Autour de l'an 1200, Alphonse commence à tenter de revendiquer la Gascogne, comme partie de la dot d'Aliénor, bien qu'aucun document écrit ne vienne à l'appui de ces prétentions. Il est d'ailleurs douteux qu'Henri II se soit ainsi séparé d'une part aussi importante de ses territoires. Il est possible, dans le meilleur des cas, que la Gascogne ait servi de garantie pour le paiement complet de la dot d'Aliénor. Toutefois, le chroniqueur anglais Matthieu Paris atteste l'existence de cette dot. Alphonse ira jusqu'à envahir la Gascogne au nom de son épouse en 1204, au décès de sa belle-mère Aliénor d'Aquitaine. L'année suivante, le roi Jean sans Terre accorde à sa sœur un sauf-conduit pour que celle-ci puisse lui rendre visite, peut-être pour ouvrir des négociations de paix. En 1208, Alphonse renonce mais plusieurs décennies plus tard, son arrière-petit-fils, Alphonse X de Castille, reprendra à son compte la revendication du duché en arguant du fait que la dot ne fut jamais intégralement réglée.

## Influence politique
De toutes les filles d'Aliénor d'Aquitaine, celle qui porte son prénom sera la seule à laquelle les circonstances permettront de jouer le rôle influent que sa mère avait exercé sur la politique de son temps. Son propre contrat de mariage, mais aussi celui de la première union contractée par sa fille Bérengère, donnent à Aliénor le contrôle direct d'un grand nombre villes, terres et châteaux à travers tout le royaume. Elle était presque aussi puissante que son époux, qui précisera dans son testament de 1204 qu'elle devrait gouverner aux côtés de son fils au cas où lui-même mourrait, y compris s'agissant du paiement de ses dettes et de l'exécution de son testament. C'est notamment Aliénor qui convaincra Alphonse de marier leur fille Bérengère à Alphonse IX de León. Leur fille Blanche épousera en 1200 le futur roi de France, Louis VIII, probablement à l'instigation d'Aliénor d'Aquitaine.
Aliénor meurt le 31 octobre 1214, quelques semaines après son époux, et est enterrée à Las Huelgas. Elle assurera la régence de la Castille pendant les 24 jours qui séparent les deux décès. La perte de son mari sera un tel choc pour la reine qu'elle sera incapable d'assister à ses obsèques, remplacée par leur fille aînée, la future reine Bérengère.

## Influence culturelle
Aliénor apporte dans son nouveau royaume la culture courtoise, la poésie et les troubadours, que sa mère lui avait transmis. La reine aura une influence sur les mariages de ses enfants. Elle semble avoir participé avec son mari à des constructions comme l’Hôpital du roi à Burgos en 1195. Un troubadour du nom de Raimon Vidal de Bezaudun avait écrit un verset qui parlait de l'influence de la culture Plantagenêt à la cour de Castille :
''Et quand le roi avait appelé à sa cour,
tant gentilhomme, riche baron, et jongleur,
et la compagnie avait rencontré,
puis vint la reine Aliénor
modestement vêtu d'un manteau de matière fine,
rouge, avec des bords d'argent,
avec des lions d'or.
Elle s'incline devant le roi
et a pris un siège près de lui ".

## Portrait d'Aliénor
Le mariage entre les deux époux semble s’être transformé en un mariage d'amour parce que dans la Cronica de veinte reyes, il est dit que « Don Alfonso, rend sa vie bonne et très belle avec sa femme Aliénor, a eu avec ses enfants que pour vous dire ». La Cronica de veinte reyes décrit Aliénor comme une femme aimable et « très amie avec son mari ». L'auteur parle d'une relation étroite et féconde entre Aliénor et Alphonse.

## Descendance
Aliénor et son mari Alphonse VIII eurent au moins dix enfants :
- Bérengère, reine de Castille (1180-1246) ;
- Sanche (5 avril 1181 – 9 juillet 1181) ;
- Sancha (1182-1184), enterrée dans le monastère de las Huelgas ;
- Urraque (1186-1220), mariée à Alphonse II de Portugal ;
- Blanche (1188-1252), mariée à Louis VIII de France. Régente du royaume de France durant la minorité et les Croisades de son fils Louis IX (1226 à 1235+) ;
- Ferdinand (29 novembre 1189- 14 octobre 1211) ;
- Mafalda (1191-1204) ;
- Aliénor (1202-1244), mariée à Jacques Ier d'Aragon ;
- Constance (?-1243), abbesse du monastère de las Huegas ;
- Henri Ier (1204-1217), héritier du trône de Castille.